# Sarona hamakua
Sarona hamakua är en insektsart som beskrevs av Asquith 1994. Sarona hamakua ingår i släktet Sarona och familjen ängsskinnbaggar. Inga underarter finns listade i Catalogue of Life.